# Mastigoniscus andeepi
Mastigoniscus andeepi är en kräftdjursart som beskrevs av Wiebke Brökeland och Brandt 2006. Mastigoniscus andeepi ingår i släktet Mastigoniscus och familjen Haploniscidae. Inga underarter finns listade i Catalogue of Life.